# Rembrandt
Rembrandt Harmenszoon van Rijn, holandski slikar in grafik, * 15. julij 1606 v Leidnu, † 4. oktober 1669, Amsterdam. 
Velja za enega najpomembnejših baročnih slikarjev.

## Življenjepis
Rembrandt je bil rojen 15. julija 1606 v Leidnu kot osmi od devetih otrok. Oče Gerritszoon Harmen van Rijn je bil mlinar in mati Neeltgen Willemsdochter van Zuytbrouck pekova hči. V letih 1612-1616 je obiskoval osnovno šolo in med letoma 1616-1620 strogo kalvinistično latinsko šolo. Za tem se je vpisal na filozofsko fakulteto Univerze v Leidnu, ki jo je kmalu zapustil, da bi se usposobil za slikarja. Od 1620 do 1624 je bil učenec Jacoba van Isaacsz Swanenburgha, v Italiji izobraženega slikarja in arhitekta. Leta 1624 je šestmesečno pripravništvo opravil še pri zgodovinskem slikarju Pietru Lastmanu v Amsterdamu. Ta ga je seznanil s chiaroscúrom, načinom upodabljanja svetlobe in senc za prikaz dramatičnosti.
Leta 1625 se je Rembrandt vrnil v Leiden in ustanovil s prijateljem Janom Lievensom lastno slikarsko delavnico. V začetku je posnemal dela učitelja Lastmana. Po treh letih ustvarjanja je izdelal tudi prve jedkanice. V novembru 1628 ga je obiskal tajnik guvernerja Frederick Henry Constantijn Huygens. Bil je navdušen nad njegovim delom, tako da mu je v letih 1629 in 1630 odkupil dve sliki. Aprila 1630 je Rembrandtu umrl oče.
Po prvem uspehu se je leta 1631 preselil v Amsterdam. Kupil je veliko delavnico in že kmalu dobil prva naročila bogatih trgovcev za slikanje portretov. Guverner Friderik Henrik Oranski mu je naročil sliko Jezusovo trpljenje (tudi Jezusov pasijon). Leta 1632 je prejel tudi naročilo za sliko Anatomija dr. Tulpa. V tem letu je izdelal 30 slik. Stanoval je pri Hendricku van Uylenburghu, trgovcu z umetninami, ki je postal njegov družabnik in mu priskrbel mnoga naročila.
Leta 1634 se je poročil z družabnikovo nečakinjo in hčerjo bogatega patricija, Saskijo van Uylenburgh. Pridružil se je cehu sv. Luke, kar mu je omogočilo neodvisnost ter posedovanje vajencev in študentov. Leta 1639 je kupil hišo v kateri danes domuje Rembrandtov muzej. Trije sinovi so mu umrli, preživel je le Titus, rojen 1641. V juniju 1642 mu je umrla žena. V tem času je naslikal svojo najznamenitejšo sliko Nočna straža (Menjava straže). Po vseh družinskih tragedijah je njegova volja za slikanje nekoliko upadla.
Leta 1642 je zaposlil vdovo Geertge Dircx, da bi pazila sina, ta pa ga je leta 1649 tožila, da je razdrl zaroko. Pritožil se je in leto kasneje dosegel, da je šla v prevzgojni dom. Leta 1647 je najel mlado služkinjo Hendrickje Stoffels, ki je do svoje smrti leta 1663 ostala njegova gospodinja in ljubica. Njen obraz je na več slikah. Leta 1654 je rodila prvo hčer Cornelijo.
Rembrandt je v tem obdobju naslikal vrsto mojstrovin in vrezal tudi jedkanic. Zaslužil je tudi s poučevanjem. Imel je dovolj naročil, vendar je zašel v dolgove. Leta 1656 je bankrotiral, v naslednjih dveh letih je moral prodati hišo in umetnine, katerih lastnik je bil. Sin Titus in Hendrickje sta ustanovila podjetje in zaposlila Rembrandta, skupaj so se preselili v Rozengracht, predmestje Amsterdama. Leta 1662 je naslikal Židovsko nevesto, kar je bila posledica druženja z židovsko skupnostjo v novem okolju kamor se je preselil. Hendrickje Stoffels je umrla leta 1663. 7. septembra 1668 je umrl sin Titus, ki se je šest mesecev prej poročil. Rembrandtov vnuk se je rodil 22. marca 1669, 4. oktobra istega leta pa je umrl tudi slikar.

## Delo
V pismu Huygensu je Rembrandt ponudil edino ohranjeno razlago tega, kaj je želel doseči s svojo umetnostjo: največje in najbolj naravno gibanje, prevedeno iz de meeste en de natuurlijkste beweegelijkheid. Trdi se tudi, da beseda beweegelijkheid pomeni 'čustvo' ali 'motiv'. Ali se to nanaša na cilje, materialne ali drugačne, je stvar interpretacije; kakor koli že, kritiki so še posebej opozorili na način, kako je Rembrandt brez težav združil zemeljsko in duhovno.
Poznavalci so do sredine 20. stoletja trdili, da je Rembrandt izdelal več kot 600 slik, skoraj 400 jedkanic in 2000 risb.  Novejše raziskave, od 1960-ih do danes (pod vodstvom Raziskovalnega projekta Rembrandt), pogosto kontroverzne, kažejo na njegov preverjen opus iz okoli 300 slik. Njegove grafike, tradicionalno vse imenovane jedkanice, čeprav so mnoge v celoti ali delno izdelane z gravuro in včasih v tehniki suhe igle, imajo veliko bolj stabilen skupni seštevek. Strokovnjaki sodijo, da jih je nekaj manj kot 300 (posamezne matrice imajo več stopenj). Verjetno je Rembrandt v življenju naredil veliko več risb kot 2000, vendar so obstoječe bolj redke, kot se domneva. Dva strokovnjaka trdita, da število risb, katerih avtorski status lahko štejemo za dejansko 'določen', ni večje od približno 75, čeprav je med poznavalci končno število sporno. Seznam naj bi bil predstavljen na znanstvenem srečanju februarja 2010.
V preteklosti so vsaj 90 slik šteli za Rembrandtove avtoportrete, zdaj je znano, da je učencem v okviru njihovega usposabljanja dal kopirati lastne avtoportrete. Sodobna raziskava je število avtorskih originalov zmanjšala na največ 40 slik, pa tudi nekaj risb in 31 jedkanic, ki vključujejo številne najpomembnejše podobe skupine.  Nekatere ga prikazujejo, kako pozira v navidezno zgodovinski modni obleki ali pači obraz. Njegove oljne slike zasledujejo napredek od negotovega mladeniča, skozi čudovitega in zelo uspešnega portretista 1630-ih, do težavnih, a izjemno močnih portretov njegove starosti. Skupaj dajejo izjemno jasno sliko o človeku, njegovem videzu in psihološki podobi, kar razkriva njegov močno razbrazdan obraz.
Na svojih portretih in avtoportretih nagne obraz portretiranca tako, da greben nosu skoraj vedno tvori razmejitveno črto med močno osvetljenimi in senčnimi predeli. Rembrandtov obraz je obraz, ki je delno zasenčen; in nos, svetel in očiten, potisnjen v uganko poltonov, služi za usmerjanje gledalčeve pozornosti in za dramatizacijo delitve med poplavo svetlobe - izjemno jasnostjo - in zajetno mračnostjo.
V številnih biblijskih delih, vključno z Dviganje križa, Jožef pripoveduje svoje sanje in Kamenjanje svetega Štefana se je Rembrandt naslikal kot lik v množici. Durham trdi, da je bilo to zato, ker je bila Biblija za Rembrandta »nekakšen dnevnik, poročilo o trenutkih v njegovem lastnem življenju«.
Med vidnejšimi značilnostmi Rembrandtovega dela so njegova uporaba chiaroscúro, gledališka uporaba svetlobe in sence, ki izhaja od Caravaggia ali, bolj verjetno, od nizozemskega caravaggista, vendar prilagojenega za zelo osebna sredstva. Izstopata tudi njegova dramatična in živahna predstavitev tem, brez toge formalnosti, ki so jo pogosto kazali njegovi sodobniki in globoko sočutje do človeštva, ne glede na bogastvo in starost. Njegova ožja družina - njegova žena Saskia, njegov sin Titus in njegova zunajzakonska žena Hendrickje - so se pogosto pojavljali na njegovih slikah, od katerih so bile mnoge mitske, biblijske ali zgodovinske teme.

### Obdobja, teme in slog
V svoji karieri je Rembrandt kot svoje glavne predmete jemal teme portretno, krajinsko in pripovedno slikarstvo. Nazadnje so ga še posebej hvalili sodobniki, ki so ga kot mojstrskega tolmača svetopisemskih zgodb hvalili zaradi njegove veščine predstavljanja čustev in pozornosti do podrobnosti. Slogovno so njegove slike napredovale od zgodnjega 'mehkega' načina, za katerega je bila značilna fina tehnika v upodabljanju iluzionistične oblike, do pozne 'grobe' obdelave bogato razgivanih barvnih površin, kar je omogočilo iluzionizem oblike, ki ga nakazuje otipna kakovost same barve.
Vzporeden razvoj je mogoče opaziti v Rembrandtovi veščini tiskarja. V jedkanicah njegove zrelosti, zlasti od poznih 1640-ih, se je svoboda in širina njegovih risb in slik izrazila tudi v tiskanem mediju. Dela zajemajo širok spekter predmetov in tehnik, včasih puščajo velike površine belega papirja, da predlagajo prostor, včasih pa uporabljajo zapletene mreže linij za ustvarjanje bogatih temnih tonov.
V času Rembrandtovega leidenskega obdobja (1625–1631) je bil Lastmanov vpliv najbolj viden. Verjetno je tudi Lievens v tem času močno vplival na njegovo delo. Slike so bile precej majhne, a bogate s podrobnostmi (na primer s kostumi in nakitom). Prednjačile so bile religiozne in alegorične teme, pa tudi tronije (v nizozemščini 16. ali 17. stoletja za 'obraz' - pogosta vrsta ali skupina vrst del v nizozemskem slikarstvu zlate dobe in flamskem baroku, ki kažejo pretiran izraz obraza ali značilnost kostuma.). Leta 1626 je Rembrandt ustvaril svoje prve jedkanice, katerih široka razširjenost je v veliki meri predstavljalo njegovo mednarodno slavo. Leta 1629 je zaključil Skesanec Juda vrne srebrnike in Umetnik v svojem ateljeju, deli, ki dokazujeta njegovo zanimanje za ravnanje s svetlobo in raznolikostjo barv ter predstavljata prvi pomemben napredek v njegovem slikarskem razvoju.
V zgodnjih letih v Amsterdamu (1632–1636) je Rembrandt začel risati dramske biblijske in mitološke prizore v visokem kontrastu in v velikem formatu (Samsonova oslepitev, 1636,  Belšazarjeva gostija, okoli 1635, Danaa, 1636, kasneje predelana), poskuša posnemati Rubensov baročni slog. Z občasno pomočjo pomočnikov v Uylenburghovi delavnici je naslikal številna naročila portretov, tako majhne (Jacob de Gheyn III.) kot velike (Portret ladjedelničarja Jana Rijcksena in njegove žene, 1633, Anatomija dr. Tulpa, 1632). 
V poznih 1630-ih je Rembrandt ustvaril nekaj slik in veliko jedkanic krajin. Te krajine so pogosto poudarjale naravno dramo z izruvanimi drevesi in zloveščim nebom (Hiše pred nevihtnim nebom, ok. 1641; Tri drevesa, 1643). Od leta 1640 je njegovo delo postalo manj živahno in bolj trezno v tonu, kar je verjetno odražalo osebno tragedijo. Biblijski prizori so zdaj pogosteje izhajali iz Nove zaveze kot iz Stare zaveze, kot je to veljalo že prej. Leta 1642 je naslikal sliko Nočna straža, najpomembnejše od najpomembnejših skupinskih portretnih naročil, ki jih je prejel v tem obdobju in s pomočjo katerih je iskal rešitve za kompozicijske in pripovedne probleme, ki jih je poskušal v prejšnjih delih.
V desetletju po Nočni straži so se Rembrandtove slike zelo razlikovale po velikosti, temi in slogu. Prejšnja težnja po ustvarjanju dramatičnih učinkov predvsem zaradi močnih kontrastov svetlobe in sence se je umaknila uporabi čelne razsvetljave ter večjih in bolj nasičenih barvnih površin. Hkrati je postavil figure vzporedno z ravnino slike. Te spremembe lahko razumemo kot premik k klasičnemu načinu kompozicije in glede na bolj izrazito uporabo čopičev lahko kažejo na poznavanje beneške umetnosti (Suzana in starca, 1637–47). Hkrati se je opazno zmanjšalo število slikarskih del v korist jedkanic in risb krajin. V teh grafičnih delih se je sčasoma naravna drama naredila prostor za tihe nizozemske podeželske prizore.
V 1650-ih se je Rembrandtov slog spet spremenil. Barve so postale bogatejše, poteze s čopičem pa bolj izrazite. S temi spremembami se je Rembrandt distanciral od prejšnjih del in trenutne mode, ki se je vedno bolj nagibala k finim, podrobnim delom. Njegova uporaba svetlobe postane bolj nazobčana in ostra, sijaja pa skorajda ni več. Njegov edinstven pristop k nanašanju barv je morda deloma nakazoval poznavanje del Tiziana in bi ga lahko videli v kontekstu tedanje razprave o "zaključku" in kakovosti površine slik. Sodobna poročila včasih nezadovoljno pripominjajo na grobost Rembrandtovega čopiča, umetnik sam pa naj bi obiskovalce odvrnil od pretiranega pogleda na njegove slike. Taktilna manipulacija z barvo lahko upošteva srednjeveške postopke, ko mimetični učinki upodabljanja opozarjajo na površino slike. Končni rezultat je bogato raznoliko ravnanje z barvami, globoko plastnimi in pogosto na videz naključnimi, kar navidezno in zelo individualno nakazuje obliko in prostor.
V poznejših letih je svetopisemske teme še vedno pogosto upodabljal, vendar se je poudarek premaknil z dramatičnih skupinskih prizorov na intimne portretne figure (Apostol Jakob, 1661). V zadnjih letih je Rembrandt naslikal svoje najbolj globoko odsevne avtoportrete (od 1652 do 1669 jih je naslikal petnajst) in več gibljivih podob moških in žensk (Judovska nevesta, ok. 1666) - v ljubezni, v življenju in pred Bogom.

### Grafična dela
Rembrandt je večino svoje kariere, tudi zaradi komercialnih razlogov, zlasti med letoma 1626 in 1660 tiskal grafike, večinoma je izdeloval jedkanice. Ko pa je bil prisiljen prodati tiskarno, je praktično opustil jedkanje. Le težavno leto 1649 ni dalo nobenega datiranega dela. [62] Z lahkoto se je posvečal vrezovanju v plošče in večstopenjskem jedkanju. Izvrstno je obvladoval graverska dleta in dopolnjeval motive za številne matrične plošče. Tehnika vrezovanja in jedkanja je bila temeljnega pomena za njegovo delo. Bil je zelo tesno vpleten v celoten postopek izdelave grafik. Strokovnjaki trdijo, da je moral je že sam natisniti vsaj zgodnje primere svojih jedkanic. Sprva je uporabljal slog, ki temelji na risanju, kmalu pa se je izoblikoval v slogovnih značilnostih, ki upoštevajo slikanje. Uporabil je množico črtkanj in številne posege delnih jedkanj s kislino, da je dosegel različne jakosti linij in senc. Proti koncu 1630-ih se je odzval na tak način in se preselil v preprostejši slog z manj jedkanji. Skozi 1640-ta leta je postopoma delal na tako imenovanem Stogoldinarskem listu in to je bilo »kritično delo sredi njegove kariere«, iz katerega je začel nastajati njegov zadnji slog jedkanja. Čeprav se je odtis ohranil le v dveh stopnjah, je prvi zelo redek, zato je pod končnim odtisom mogoče videti veliko predelave, za njegove elemente pa je preživelo veliko risb.
V zrelih delih v 1650-tih je bil Rembrandt bolj pripravljen improvizirati na plošči in veliki odtisi so običajno preživeli v več stopnjah, do enajstih, pogosto radikalno spremenjenih. Zdaj je z uporabo črtkanja ustvaril svoje temne predele, ki pogosto zavzamejo večino plošče. Prav tako je eksperimentiral z učinki tiskanja na različne vrste papirja, vključno z japonskim papirjem, ki ga je pogosto uporabljal zaradi njegovega rumenkastega odtenka in na velum. Začel je uporabljati površinski ton, na delih plošče pa je pustil tanek sloj črnila, namesto da bi ga popolnoma obrisal, da bi natisnil vsak odtis. Bolj je uporabljal suho iglo in izkoriščal, zlasti v krajinah, bogato mehko zarezo, ki ga ta tehnika daje prvim vtisom.
Njegovi odtisi so podobni temam njegovih slik, čeprav je sedemindvajset avtoportretov razmeroma pogostejših, portreti drugih ljudi pa manj. Obstaja šestinštirideset krajin, večinoma majhnih, ki so v veliki meri določale smer grafične obdelave krajine do konca 19. stoletja. Tretjina njegovih jedkanic je verskih predmetov, mnogi so bili obravnavani z domačo preprostostjo, medtem ko so drugi njegovi najbolj monumentalni odtisi. Nekaj erotičnih ali zgolj nespodobnih kompozicij nima enakovrednih na njegovih slikah. Bil je lastnik, dokler ni bil prisiljen prodati, čudovite zbirke grafik drugih umetnikov, številne izposoje in vplive v njegovem delu pa lahko zasledimo pri tako raznolikih umetnikih, kot so Mantegna, Rafael, Hercules Seghers in Giovanni Benedetto Castiglione.
Rembrandtove risbe in njegovih učencev / sledilcev so skozi stoletja veliko proučevali številni umetniki in raziskovalci. Njegovo izvirno risanje so opisali kot individualistični umetniški slog, ki je bil zelo podoben vzhodnoazijskim starim mojstrom, predvsem kitajskim mojstrom: »kombinacija formalne jasnosti in kaligrafske vitalnosti pri gibanju peresa ali čopiča, ki je bližje kitajskemu slikanju v tehniki in občutku kot kar koli v evropski umetnosti pred 20. stoletjem«.

### Orientalski navdih
Rembrandta so zanimale mogulske miniature, zlasti okoli 1650-ih. Narisal je različice 23 slik in je morda imel celo album. Te miniature vključujejo slike šaha Džahana, Akbarja, Džahangirja in Dara Šikoha. Morda so vplivali tudi na kostume in druge vidike njegovih del.

### Nočna straža
Rembrandt je naslikal veliko sliko Četa milice kapitana Fransa Bannincka Cocqa med letoma 1640 in 1642. To sliko so Nizozemci imenovali De Nachtwacht, Nočna straža pa sir Joshua Reynolds, ker je bila v 18. stoletju slika tako zatemnjena in uničena, da je bila skoraj nerazločljiva in je izgledala kot povsem nočni prizor. Ko so jo očistili, je bilo ugotovljeno, da predstavlja dan - skupino mušketirjev, ki stopi iz turobnega dvorišča na zaslepljujočo sončno svetlobo.
Kompozicija je bila naročena za novo dvorano Kloveniersdoelena, mušketirske veje civilne milice. Rembrandt je odstopil od konvencije, ki je odredila, da morajo biti takšni žanrski deli mogočni in formalni, prej zasedba kot akcijska scena. Namesto tega je pokazal, da se milica pripravlja na akcijo.
V nasprotju s tem, kar se pogosto govori, je bilo delo že od začetka ocenjeno kot uspeh. Deli platna so bili odrezani (odstranjeno je bilo približno 20 % z leve strani), da je slika ustrezala novemu položaju, ko so jo leta 1715 preselili v tedanjo mestno hišo v Amsterdamu; muzej Rijksmuseum ima manjšo kopijo celotne prvotne kompozicije; štiri figure spredaj so v središču platna. Slika je zdaj v muzeju Rijksmuseum.

## Strokovne ocene
Leta 1968 se je, pod pokroviteljstvom nizozemske organizacije za napredek znanstvenih raziskav, začel Raziskovalni projekt Rembrandt; sprva naj bi trajal zelo optimističnih deset let. Umetnostni zgodovinarji so se povezali s strokovnjaki z drugih področij, da bi z uporabo vseh razpoložljivih metod, vključno z najsodobnejšo tehnično diagnostiko, ponovno ocenili verodostojnost del, pripisanih Rembrandtu in sestavili popolno novo kataloško utemeljenost njegovih slik. Kot rezultat njihovih ugotovitev je bilo veliko slik, ki so bile prej pripisane Rembrandtu, odstranjenih s seznama, nekatere pa dodane nazaj. Številne odstranjene naj bi bili zdaj delo njegovih učencev.
Primer dejavnosti je Poljski jezdec v newyorški zbirki Frick. V Rembrandtovo avtorstvo je na začetku 20. stoletja podvomil vsaj en raziskovalec Alfred von Wurzbach, vendar se je več desetletij kasneje večina raziskovalcev, vključno z najpomembnejšo avtoriteto, Juliusom S. Heldom, strinjala, da je res mojster. V 1980-ih pa je dr. Josua Bruyn iz Foundation Rembrandt Research Project previdno in posredno pripisal sliko enemu od najbližjih in najbolj nadarjenih Rembrandtovih učencev Willemu Drostu, o katerem je malo znanega. Toda Bruynovo mnenje je ostalo manjšinsko, predlog Drostovega avtorstva je zdaj na splošno zavrnjeno, sam Frick pa ni nikoli spremenil svoje lastnine, na etiketi je še vedno pisalo "Rembrandt" in ni "pripisano" ali "šoli". Novejše mnenje se je odločneje spremenilo v korist Frika, saj sta Simon Schama (v svoji knjigi Rembrandtove oči iz leta 1999) in raziskovalec projekta Rembrandt Ernst van de Wetering (Melbourne Symposium, 1997) zagovarjala pripisovanje mojstru. Tistih nekaj strokovnjakov, ki še vedno dvomijo o Rembrandtovem avtorstvu, meni, da je izvedba neenakomerna in favorizira različne atribute za različne dele dela.
Podobno vprašanje je sprožil Simon Schama v svoji knjigi Rembrandtove oči v zvezi s preverjanjem naslovov, povezanih s tematiko, prikazano v Rembrandtovih delih. Na primer, natančen subjekt, upodobljen v Aristotel s Homerjevim poprsjem (nedavno so ga postavili kustosi v Metropolitanskem muzeju), je Schama neposredno izpodbijal s raziskavo Paula Crenshawa. Schama predstavlja bistven argument, da je Rembrandt upodobil slavnega starogrškega slikarja Apela v razmišljanju in ne Aristotela.
Še ena slika, Pilat si umiva roke, je prav tako vprašljiva. Kritično mnenje o tej sliki se spreminja od leta 1905, ko jo je Wilhelm von Bode opisal kot »nekoliko nenormalno delo« Rembrandta. Znanstveniki od takrat sliko datirajo v 1660-ta in jo dodelijo anonimnemu učencu, verjetno Aertu de Gelderju. Kompozicija je površno podobna zrelim Rembrandtovim delom, vendar nima mojstrovega izraza osvetlitve in modeliranja.
Pripisovanje in odpisovanje je v teku. Leta 2005 so bile štiri oljne slike, ki so bile prej pripisane Rembrandtovim učencem, prerazvrščene kot delo samega Rembrandta: Študija starca v profilu in Študija starca z brado iz ameriške zasebne zbirke Študija jokajoče ženske v lasti Inštitut za umetnost v Detroitu in Portret starke z belo čepico, naslikan leta 1640. Nadaljnji primer je Starec sedi na stolu: leta 2014 je profesor Ernst van de Wetering v Guardianu opisal svoje stališče, da je bilo znižanje slike Starec sedi na stolu iz leta 1652 »velika napaka ... to je najpomembnejša slika. Sliko je treba gledati v smislu Rembrandtovega eksperimentiranja«. To je veliko prej poudaril Nigel Konstam, ki je Rembrandta študiral skozi njegovo kariero 
Rembrandtova lastna studijska praksa je glavni dejavnik težav pri atribuciji, saj je, tako kot mnogi mojstri pred njim, spodbujal svoje učence, naj kopirajo njegove slike, včasih jih je dodelal ali retuširal, da bi jih prodali kot izvirnike, včasih pa jih prodajo kot pooblaščene kopije. Poleg tega se je njegov slog izkazal dovolj enostaven za posnemanje njegovih najbolj nadarjenih študentov. Zadeve dodatno otežujejo neenakomerna kakovost nekaterih lastnih Rembrandtovih del ter njegove pogoste slogovne evolucije in eksperimenti. Pa tudi poznejša posnemanja njegovega dela in restavracije, ki so tako resno poškodovale izvirna dela, da jih ni več mogoče prepoznati. Zelo verjetno je, da nikoli ne bo prišlo do splošnega dogovora o tem, kaj je in kaj ne predstavlja pravega Rembrandta.

## Slikarski material
Tehnično preiskavo Rembrandtovih slik v posesti Gemäldegalerie Alte Meister  in Gemäldegalerie Alte Meister (Kassel) je opravil Hermann Kühn leta 1977. Analize pigmentov približno tridesetih slik so pokazale, da je Rembrandtova paleta naslednjih pigmentov: svinčevo bela, različne oker, Vandyke rjava, kostno črna, oglje črna, svetilno črna, vermilion, jezersko modra, azurit, ultramarin, jezersko rumena in svinčeno-kositrno-rumena. Ena slika (Saskia van Uylenburgh kot Flora) naj bi vsebovala žafranasto do gorčično rumeno. Rembrandt je zelo redko uporabljal čisto modre ali zelene barve, najbolj izrazita izjema je Belšazarjeva gostija v Narodni galeriji v Londonu. Bomfordova knjiga opisuje novejše tehnične preiskave in analize pigmentov Rembrandtovih slik predvsem v Narodni galeriji v Londonu. Celotna paleta pigmentov, ki jih je uporabljal Rembrandt je na ColourLex. Najboljši vir tehničnih informacij o Rembrandtovih slikah na spletu je Rembrandtova zbirka podatkov, ki vsebuje vsa Rembrandtova dela s podrobnimi preiskovalnimi poročili, infrardečimi in radiografskimi slikami ter drugimi znanstvenimi podrobnostmi.

## Ime in podpis
Rembrandt je priredba črkovanja umetnikovega imena, ki ga je uvedel leta 1633. Harmenszoon pomeni, da je očetu ime Harmen. van Rijn nakazuje, da je njegova družina živela blizu Rena.
Grobo rečeno, njegovi najzgodnejši podpisi (ok. 1625) so bili sestavljeni iz začetnice R ali monograma RH (za Rembrant Harmenszoon) in od leta 1629, RHL (L je verjetno predstavljal Leiden ). Leta 1632 je ta monogram uporabil v začetku leta, nato mu je dodal svoje družinsko ime RHL-van Rijn, vendar je istega leta to obliko nadomestil in začel uporabljati samo svoje ime z izvirnim napisom Rembrant . Leta 1633 je dodal d in od takrat naprej to obliko dosledno vzdrževal, s čimer je dokazal, da je imela ta manjša sprememba zanj pomen (kakršen koli že bil). Ta sprememba je povsem vizualna; ne spremeni načina izgovorjave njegovega imena. Nenavadno je, da je kljub velikemu številu slik in jedkanic, podpisanih s tem spremenjenim imenom, večina dokumentov, ki so ga omenili že v življenju, ohranila prvotno Rembrant črkovanje. (Opomba: groba kronologija podpisnih oblik zgoraj velja za slike in v manjši meri za jedkanice; od leta 1632 je verjetno le ena jedkanica s podpisom RHL-v. Rijn, velik format Obujanje Lazarja). Njegovo prakso, da je svoje delo podpisoval s svojim imenom, kasneje mu je sledil Vincent van Gogh, so verjetno navdihnili Rafael, Leonardo da Vinci in Michelangelo, ki so jih, tako kot zdaj, navajali samo svoja imena.

## Delavnica
Rembrandt je vodil veliko delavnico in imel veliko učencev. Seznam učencev iz njegovega obdobja v Leidnu in njegovega obdobja v Amsterdamu je precej dolg, predvsem zato, ker je bil njegov vpliv na slikarje okoli njega tako velik, da je težko ugotoviti ali je nekdo delal zanj v njegovem ateljeju ali pa je samo kopiral njegov slog za naročnike, željne pridobitve Rembrandta. Delni seznam bi moral vključevati: Ferdinand Bol, Adriaen Brouwer, Gerrit Dou, Willem Drost, Heiman Dullaart, Gerbrand van den Eeckhout, Carel Fabritius, Govert Flinck, Hendrick Fromantiou, Aert de Gelder, Samuel Dirksz van Hoogstraten, Abraham Janssens Kneller, Philip de Koninck, Jacob Levecq, Nicolaes Maes, Jürgen Ovens, Christopher Paudiß, Willem de Poorter, Jan Victors in Willem van der Vliet.

## Muzejske zbirke
Najpomembnejše zbirke Rembrandtovih del so v amsterdamskem Rijksmuseumu, med njimi Nočna straža, Mojstri suknarskega ceha in Judovska nevesta, muzej Mauritshuis v Haagu, Ermitaž v Sankt Peterburgu, Narodna galerija v Londonu, Gemäldegalerie v Berlinu, Galerija slik starih mojstrov, Dresden, Louvre, Umetnostnozgodovinski muzej, Dunaj, Narodni muzej v Stockholmu in Schloss Wilhelmshöhe v Kasslu. V kraljevem gradu v Varšavi sta prikazani dve Rembrandtovi sliki.
Pomembne zbirke Rembrandtovih slik v ZDA so v Metropolitanskem muzeju umetnosti in zbirki Frick v New Yorku, Narodni galeriji umetnosti v Washingtonu, Muzeju lepih umetnosti v Bostonu in muzeju J. Paul Getty v Los Angelesu.
Rembrandtov hišni muzej v centru Amsterdama v hiši, ki jo je kupil na vrhuncu svojega uspeha, ima bogato grafično zbirko in od marca 2023 prenovljene interierje: pohištvo, ki večinoma ni originalno, toda primerljivo s tistim, ki ga je imel Rembrandt in slike, ki odražajo Rembrandtovo uporabo hiše za umetniške posle. Njegov grafični studio je bil postavljen s tiskarno, kjer so tiskali replike. V muzeju je nekaj Rembrandtovih slik, veliko posojenih, a pomembna zbirka njegovih grafik. Zaradi občutljivosti originalov se izbor grafik predstavljana zaslonih. Večje grafične zbirke imajo raznolike odtise jedkanic Rembrandta. Ker nekatere obstajajo le v enem odtisu, nobena zbirka ni popolna. Izbori grafik so do sedaj trikrat gostovali v Sloveniji. Dvakrat so jih razstavili v Ljubljani (Cankarjev dom, Narodna galerija) in enkrat v Lendavi.

## Zbirateljstvo
Rembrandt je verjetno že v Leidnu začel z ustvarjanjem svoje obsežne zbirke raznih predmetov in umetnin. Zbirka je bila razdeljena na dva dela; eno so naravni predmeti kot korale in školjke, drugo so artefakti kot so kovanci, orožje, glasbila in mavčni odlitki glav grških filozofov in rimskih cesarjev. Imel je tudi zbirko umetniških del: slik, grafik (bakrorezov in lesorezov)). V zbirki je imel nekatera dela znanih umetnikov Tiziana, Mantegne, Michelangela...
Zbiranje je bila neke vrste Rembrandtova obsedenost. Precejšen del zbirke je bilo prodane ob njegovem bankrotu.

## Raziskovalni projekt Rembrandt
Leta 1968 je pod predsedovanjem Ernsta van de Weteringa, velikega strokovnjaka za Rembrandta, ustanovljen Raziskovalno projekt, ki naj bi ugotovil avtentičnost Rembrandtovih del. 6. oktobra 2010 je Ernst van de Wetering predstavil pet obsežnih zvezkov rezultatov raziskave na knjižnem sejmu v Frankfurtu. Dela so bila po raziskavi razvrščena v tri kategorije: A - slike, katerih avtorstvo Rembrandta je nedvoumno; B - so tista dela, katerih avtorstvo Rembrandta ni nedvoumno potrjeno, ga pa tudi ni mogoče zanikati; in C - zajema dela, katerih avtorstvo Rembrandta ni potrjeno. Raziskovalni projekt Rembrandt je zmanjšal število avtentičnih, potrjenih slik Rembrandta na okrog 350. Raziskava je ponudila veliko znanstvenih spoznanj glede Rembrandtovih del, ki so zbrana v podatkovni bazi in se nanašajo na vrsto značilnosti, na uporabljene materiale (pigmenti, veziva, priprava podlog in slikane površine).

## Rembrandtova nagrada
Rembrandtova nagrada je nizozemska filmska nagrada. Ustanovljena je bila leta 1993, podeljevali jo niso med letoma 1999 in 2006. Ponovno je bila podeljena leta 2007. Žirija podeljuje nagrade fundacije Rembrandt filmom in igralcem v različnih kategorijah. V vsaki kategoriji je nagrada lahko podeli tako nizozemskim filmom kot tudi tujim osebam ali filmu.

## Izbrana dela
- Kamenjanje svetega Štefana (1625) - Musée des Beaux-Arts, Lyon
- Andromeda priklenjena na skale (1630) - Mauritshuis, Haag
- Jacob de Gheyn III (1632) - Galerija slik Dulwich, London
- Filozof v meditaciji (1632) - Louvre, Pariz
- Anatomija dr. Tulpa (1632) - Mauritshuis, Haag
- Artemizija (1634) - olje na platnu, 142 × 152 cm, Museo del Prado, Madrid
- Snemanje s križa (1634) - olje na platnu, 158 × 117 cm, trenutno v Ermitažu, Sankt Peterburg
- Belšazarjeva gostija (1635) - Narodna galerija, London
- Izgubljeni sin v bordelu (ok. 1635) - olje na platnu, 161 × 131 cm Gemäldegalerie Alte Meister, Dresden
- Danaa (1636 - ok. 1643) - muzej Ermitaž, Sankt Peterburg
- Učenjak za katedrom (1641) - Kraljevi grad v Varšavi
- Dekle v okvirju slike (1641) - Kraljevi grad, Varšava
- Nočna straža, uradno Četa milice kapitana Fransa Bannincka Cocqa (1642) - Rijksmuseum, Amsterdam
- Kristus zdravi bolne (jedkanica ok. 1643, znana tudi kot Stogoldinarski list), vzdevek za ogromno vsoto, plačano zanjo
- Boaz in Ruth (1643) - opatija Woburn / Gemaldegalerie, Berlin
- Mlin (1645/48) - Nacionalna umetniška galerija, Washington, DC
- Starec z zlato verigo (ok. 1631) Art Institute of Chicago
- Suzana in starca (1647) - olje na plošči, 76 × 91 cm, Gemäldegalerie, Berlin
- Kristusova glava (ok. 1648–56) - Muzej umetnosti v Filadelfiji [151]
- Aristotel s Homerjevim poprsjem (1653) - Metropolitanski muzej umetnosti, New York
- Batšeba pri kopanju (1654) - Louvre, Pariz
- Kristus predstavljen ljudstvu (Ecce homo) (1655) - Muzej umetnosti v Birminghamu
- Avtoportret (1658) - Frick Collection, New York
- Trije križi (1660), jedkanica, četrta stopnja
- Ahasver in Haman na praznik Estere (1660) - Puškinov muzej, Moskva
- Zarota Klavdija Civilisa (1661) - Nationalmuseum, Stockholm (Claudius Civilis je vodil nizozemski upor proti Rimljanom) (večina razsekane slike je izgubljena, še vedno obstaja le osrednji del)
- Portret Dircka van Osa (1662) - Muzej umetnosti Joslyn, Omaha, Nebraska
- Mojstri suknarskega ceha (Dutch De Staalmeesters, 1662) - Rijksmuseum, Amsterdam
- Judovska nevesta (1665) - Rijksmuseum, Amsterdam
- Haman pred Estero (1665) - Narodni muzej umetnosti Romunije, Bukarešta [152]

## Galerija

### Avtoportreti
- Mladi Rembrandt, c. 1628, ko je bil 22. Analiza vpada svetlobe. Rijksmuseum
- Avtoportret z naprsnikom, c. 1629; Germanisches Nationalmuseum, Nürnberg
- Avtoportret, 1630, Nationalmuseum, Stockholm
- Avtoportret z žametno baretko in ogrinjalom 1634
- Avtoportret v starosti 34 let, 1640, Narodna galerija, London
- Avtoportret, olje na platnu, 1652. Umetnostnozgodovinski muzej, Dunaj
- Avtoportret, Dunaj c. 1655, olje na orehovi deski, Umetnostnozgodovinski muzej, Dunaj
- Avtoportret, 1660
- Avtoportret kot Zeuxis, c. 1662. Eden od dveh naslikanih avtoportretov, na katerih je Rembrandt obrnjen v levo.[54] Wallraf-Richartz Museum, Köln
- Avtoportret z dvema krogoma, c.1665–1669. Kenwood House, London
- Avtoportret, 1669.
- Avtoportret v starosti 63 let, datiran 1669, ko je umrl. Narodna galerija, London

### Druge slike
- Kamenjanje svetega Štefana, 1625, prva Rembrandtova slika, naslikana pri 19 letih.[55] renutno se hrani v Musée des Beaux-Arts de Lyon.
- Umetnik v svojem ateljeju, 1628, Museum of Fine Arts, Boston
- Doprsni kip starca s krznenim klobukom, umetnikov oče, 1630
- Jeremija objokuje uničenje Jeruzalema, c. 1630
- Andromeda priklenjena na skalo, okoli 1630
- Anatomija dr. Tulpa, 1632
- Portret Aeltje Uylenburgh, 1632, Museum of Fine Arts, Boston
- Portret Saskie van Uylenburgh, c. 1633–1634
- Žrtvovanje Izaka, 1635
- Samsonova oslepitev, 1636, ki jo je Rembrandt podaril Huyghensu
- Suzana v kopeli, 1636
- Belšazarjeva gostija, 1636-1638
- Danaa, 1636 - c. 1643, Ermitaž
- Nadangel Rafael Tobiasovo družino, 1637, Louvre
- Krajina z dobrim Samarijanom, 1638, Czartoryski Museum, Krakov
- Učenjak za katedrom, 1641, Kraljevi grad, Varšava
- Jožefove sanje, c. 1645
- Suzana in starca, 1647
- Mlin, 1648
- Starec v rdečem', 1652–1654
- Aristotel s Homerjevim poprsjem, 1653, Metropolitan Museum of Art in New York
- Dekla pri oknu, 1654
- Portret Jana Sixa, dobrega Rembrandtovega prijatelja, 1654
- Batšeba pri kopanju, model Hendrickje, 1654
- Ženska, ki se kopa v potoku, model Hendrickje, 1654
- Palas Atena, c.1655
- Lekcija o anatomiji dr. Deijmana, 1656
- Jakob blagoslavlja Jožefove sinove, 1656
- Ženska ob vratih, 1657–1658
- Ahasuer, Haman na praznik Estere, 1660
- Sv Jernej, 1661, J. Paul Getty Museum
- Sindikat suknarskega ceha, 1662
- Zarota Klavdija Civilisa (porezana), 1661–62
- Vrnitev izgubljenega sina, detajl, c. 1669 - Ermitaž, Sankt Peterburg

## Risbe in jedkanice
- Avtoportret, c. 1628–29, pero in čopič ter črnilo na papirju
- Avtoportret v kapi, s široko odprtimi očmi , 1630, jedkanica
- Suzana in starca, 1634, Kupferstichkabinett Berlin
- Avtoportret s Saskijo, 1636, jedkanica, Rijksmuseum
- Slon, 1637, isanje s črno kredo na papirju, Albertina, Avstrija
- Avtoportret, naslonjen na okensko polico, 1639, jedkanica, National Gallery of Art
- Kristus in prešuštnica, c. 1639–41, risba s črnilom, Louvre
- Berači, c. 1640–42, črnilo na papirju, Varšavska univerzitetna knjižnica
- Mlin na veter, 1641, jedkanica
- Diemerdijk pri Houtewaelu (blizu Amsterdama), 1648–49, pero in rjavo črnilo, Museum Boijmans Van Beuningen
- Trije križi, 1653, jedkanje z igro, tretji poskus od petih, Museum of Fine Arts, Boston
- Devica in otrok z mačko, 1654, original bakrena jedkana plošča zgoraj (originalna plošča, v Victoria and Albert Museum, primer tiska spodaj
- Kristus predstavljen ljudstvu, jedkanica, 1655, prvi poskus od osmih, Rijksmuseum
- Dva starca v pogovoru /Dva Juda v pogovoru, hodita, leto neznano, črna kreda in rjavo črnilo na papirju, Teylers Museum
- Otrok se uči hoditi (c. 1635)
- Mladenka spi (c. 1654). Prikazuje Rembrandtovo kaligrafsko risanje